# Храм Святителя Николая в Старом Коптеве
Храм Святителя Николая в Старом Коптеве — ныне разрушенный православный храм в бывшей деревне Коптево, вошедшей в состав Москвы. Храм был заложен в 1907 году, но его строительство не было завершено. Основной храм предполагалось освятить во имя Николая Чудотворца, а престолы — в честь митрополита московского Алексия и Михаила Малеина. К 1930-м годам храм был снесён. Располагалась церковь в районе перекрёстка современных Новопетровской и Коптевской улиц.

## История

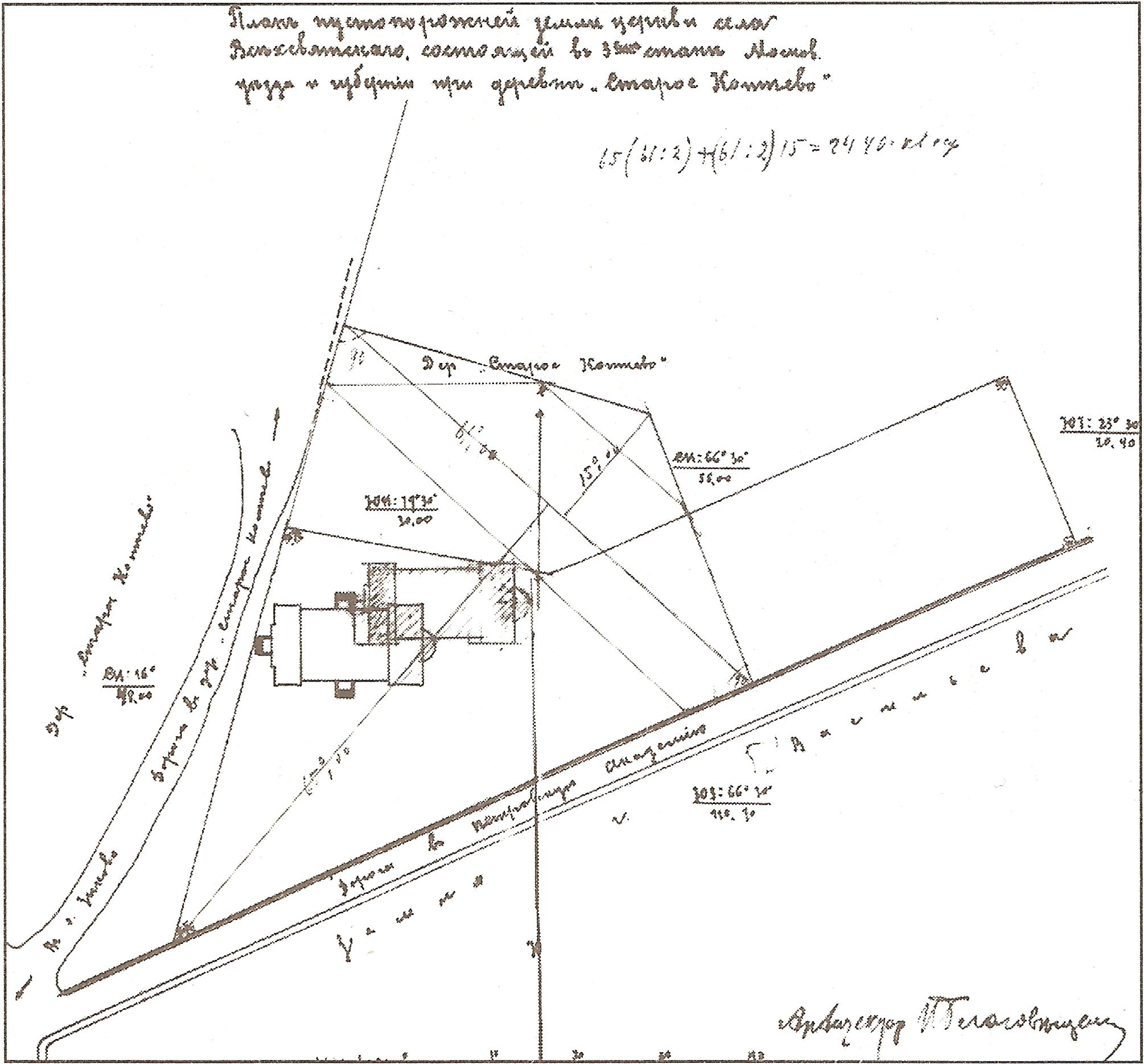
План месторасположения храма

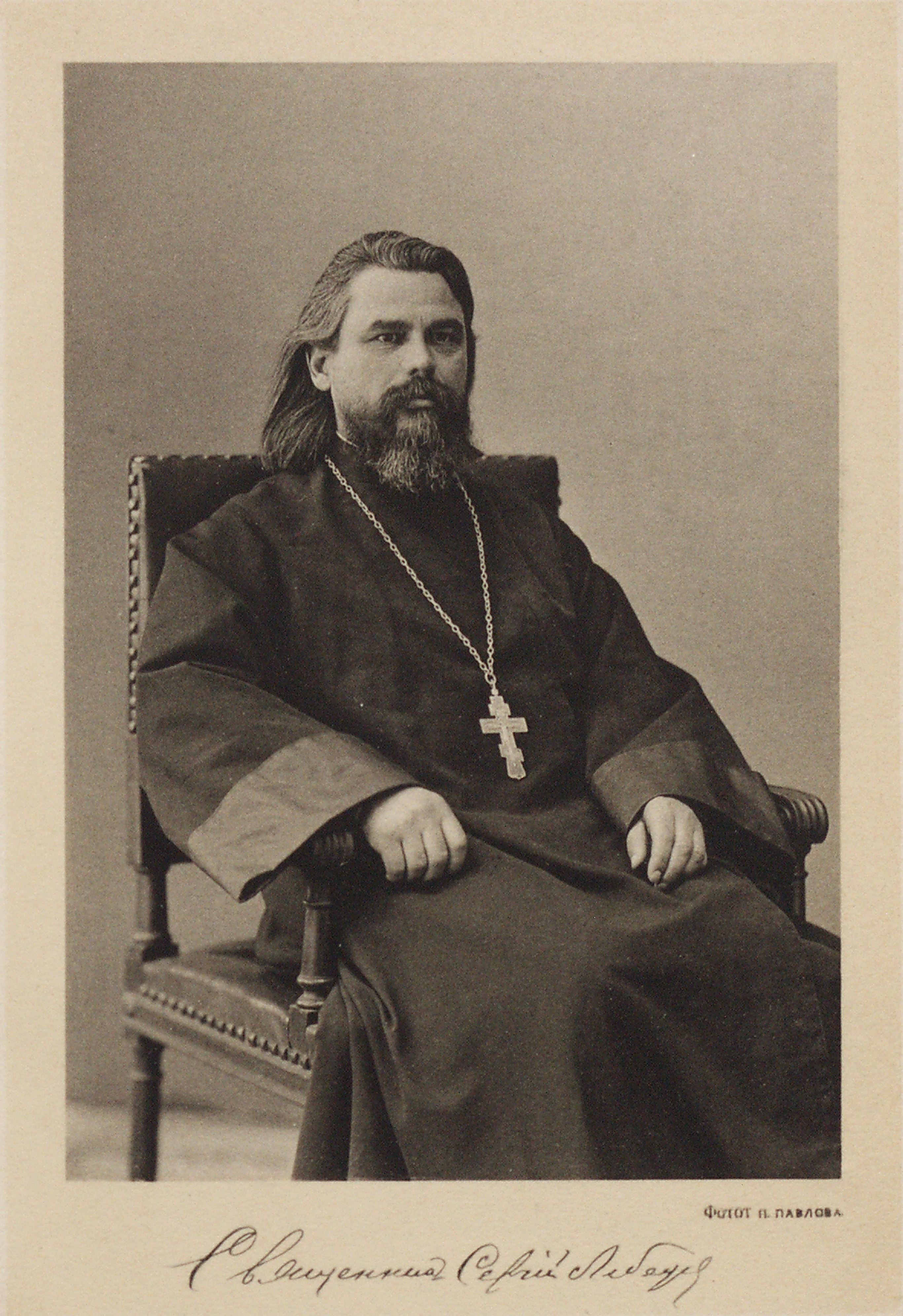
Священник Сергей Лебедев

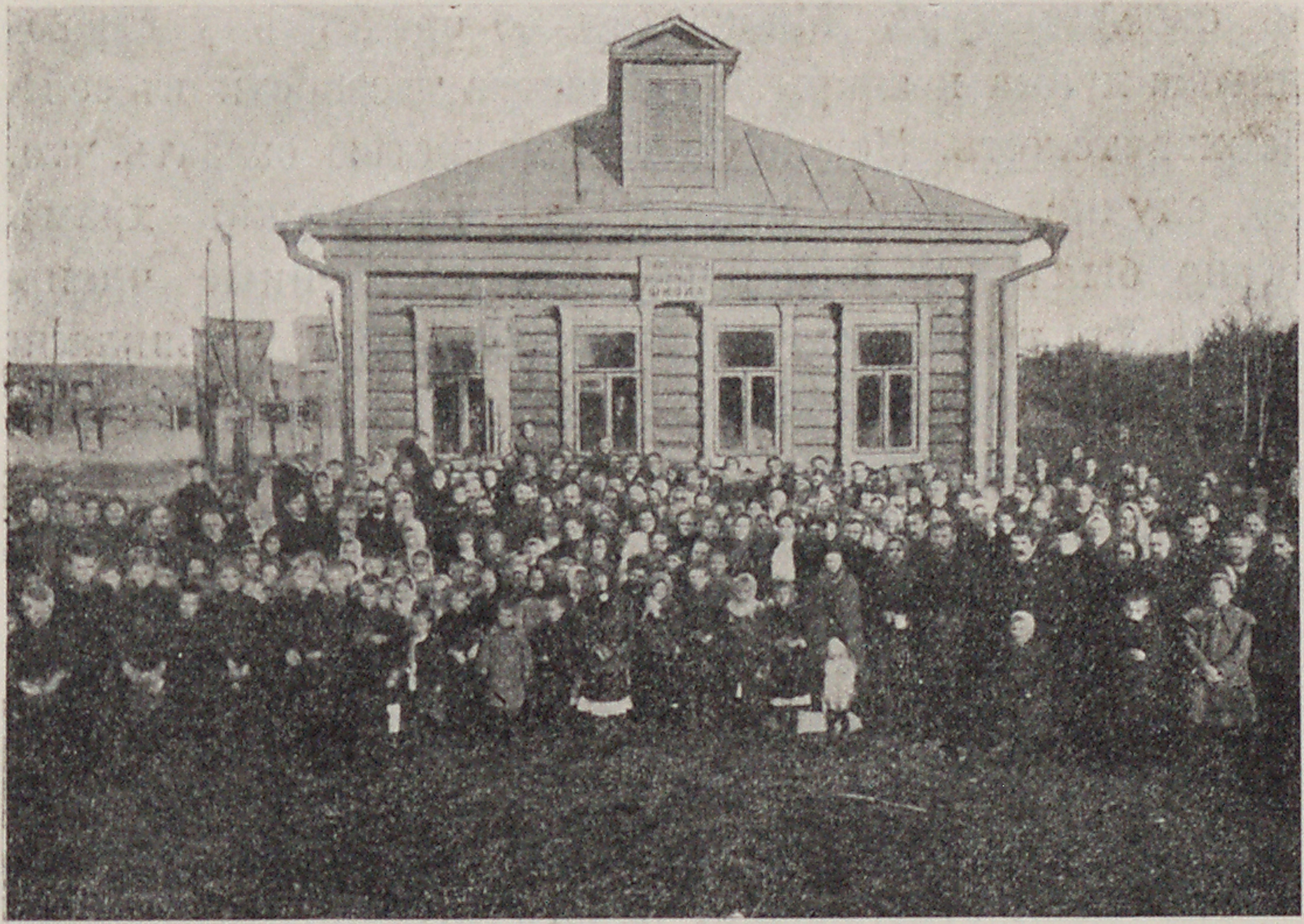
Церковно-приходская школа

Местность под названием Коптево известна с конца XVI века. Во второй половине XVIII века деревню приобрёл грузинский царевич Георгий Вахтангович, которому принадлежало соседнее село Всехсвятское. Жители Коптева были прихожанами храма Всех Святых во Всехсвятском. К началу XX века численность населения деревни составила уже 439 человек, а село Всехсвятское располагалось в двух верстах от неё. Тогда священник Всехсвятской церкви Сергей Лебедев выступил с инициативой строительства собственной церкви в Коптеве.
В 1905 году архитектором Н. Н. Благовещенским был составлен проект церкви. Храм было решено построить на месте прежней церкви, по преданию разрушенной поляками в 1612 году. Предположительно, из-за нехватки средств и бюрократических трудностей строительство началось только через два года. Один из главных благотворителей Ипат Афанасьев, обещавший пожертвовать средства на храм, умер не дождавшись разрешения на строительство. 31 мая (13 июня) 1907 год в 11:30 из церкви Всех Святых в Коптево проследовал крестный ход, после чего при большом скоплении народа состоялась торжественная закладка храма Святителя Николая. 18 (31) октября 1908 года рядом со строящимся храмом была открыта церковно-приходская школа. Строительство храма велось медленно и вскоре было приостановлено из-за недостатка финансирования.
В июле 1915 года в ознаменование 300-летия дома Романовых строительство было возобновлено. Средства на храм были пожертвованы суконной мануфактурой Иокиша соседнего села Михалкова и обществом трезвости, основанным Сергеем Лебедевым. Храм предполагалось освятить во имя Святителя Николая — в честь императора Николая II. Один из приделов храма должен был быть освящён во имя Михаила Малеина, в честь которого был назван родоначальник Дома Романовых.
Строительство храма не было завершено. На заседании президиума Красно-Пресненского совета 20 августа 1928 года обсуждался вопрос о разборке недостроенного здания. Вырученные от продажи кирпича средства планировалось потратить на строительство школы. По воспоминания старожилов, в 1930-х годах здания храма уже не существовало. Место, где стоял храм, осталось не застроенным, поэтому есть вероятность, что его фундамент сохранился.

## Архитектура
Храм имел достаточно большой размер — примерно 34 метра в длину и 17 метров в ширину. Самой объёмной частью церкви была широкая трапезная, перекрытая единым сводом. Над ней возвышался небольшой пятиглавый объём. К трапезной примыкала высокая шатровая колокольня. Расположение престолов нехарактерно для храмовой архитектуры. Они находятся прямо под пятиглавием, а не в апсидах, как это принято. Архитектор следовал традициям средневекового русского зодчества, что проявилось в различных декоративных элементах: килевидные кокошники, ширинки, наличники окон, пояски, карнизы и прочее.